# Bertrand Marchand
Bertrand Marchand (Dinan, 27 aprile 1953 – Éréac, 26 agosto 2023) è stato un calciatore e allenatore di calcio francese.

## Palmarès

### Allenatore

#### Competizioni nazionali
- Coppa del Marocco: 1

Raja Casablanca: 2011-2012

#### Competizioni internazionali
- CAF Champions League: 1

Étoile du Sahel: 2007
- Supercoppa CAF: 1

Étoile du Sahel: 2008